# Мінаєва Галина Миколаївна
Галина Миколаївна Мінаєва (нар. 8 лютого 1968, с. Михайлівка, Шаргородський район, Вінницької області) — українська будівельниця, політична та державна діячка, міський голова міста Чугуїв Харківської області з липня 2002 року., кавалер ордену княгині Ольги ІІІ ступеня (2013),член правління Асоціації міст України, віце-президент Асоціації органів місцевого самоврядування Харківської області, член правління Асоціації малих міст України, кандидат  наук з державного управління.

## Біографія
Мінаєва Галина Миколаївна народилася в 8 лютого 1968 року селі Михайлівка, Шаргородського району Вінницької області.

### Освіта
В 1983   році закінчила  Михайлівську середню школу. Продовжила освіту в Могилів-Подільському монтажному технікумі (з 1983 по 1987 роки). В 1994 році закінчила Харківський державний технічний університет  будівництва і архітектури, за фахом інженер-будівельник.
Після навчання у Харківському регіональному інституті державного управління Національної академії державного управління при Президентові України отримала звання магістра державного управління (2006).
Закінчила в 2013 році аспірантуру Харківського регіонального інституту державного управління Національної академії державного управління при Президентові України і отримала науковий ступень кандидата наук з державного управління.

### Трудова діяльність
Почала працювати в квітні 1987 року на заводі «Гідрозалізобетон» (диспетчер, інженер-технолог). З червня 1995 року у Чугуївській міській раді та її виконавчому комітеті працювала на посадах старшого інженера господарчої групи, інженера з охорони праці відділу освіти виконкому Чугуївської міської ради, інженера-будівельника, завідуючого відділом житлово-комунального господарства і будівництва.
З жовтня 2001 по червень 2002 була заступником міського голови з питань діяльності виконавчих органів ради.
Чугуївським міським головою була обрана в липні 2002 року. Галина Мінаєва була переобрана у 2006, 2010, 2015 роках. На виборах до міського голови Чугуївської міської територіальної громади в жовтні 2020 обрана вп'яте та займає посаду Чугуївського міського голови дотепер.

## Нагороди та звання
- Подяка Президента Асоціації міст України (2003)
- Медаль «Деловой человек Украины» (2005)
- Грамота Верховної Ради України «За заслуги перед Українським народом» (2006)
- Почесна грамота Харківської обласної державної адміністрації (2006)
- Пам'ятна медаль з нагоди 15-річчя Асоціації міст України та громад (2007)
- Грамота Управління Служби безпеки України в Харківській області (2007)
- Почесна відзнака Харківської обласної ради «Слобожанська слава» (2009)
- Грамота «За заслуги перед Українською Православною Церквою» та Орден Святої Рівноапостольної Ольги (2012)
- Орден княгині Ольги ІІІ ступеня відповідно до Указу Президента України (2013)
- Грамота Асоціації органів місцевого самоврядування Харківської області (2014)
- Грамота Керуючого Ізюмської Єпархії Української Православної Церкви «За заслуги перед Ізюмською Єпархією» та медаль Ізюмської Єпархії Ізюмської ікони Пресвятої Богородиці (2 ступеня) (2015)
- Диплом Всеукраїнської громадської організації «Клуб мерів» (2016)
- Грамота Харківського регіонального центру оцінювання якості освіти (2017)
- Нагрудний знак Федерації профспілок України «Профспілкова звитяга» «За соціальне партнерство»(2019)
- Грамота Всеукраїнської асоціації органів місцевого самоврядування «Українська асоціація районних та обласних рад» (2020)
- Грамота «За заслуги перед Українською Православною Церквою» та орден Української Православної Церкви преподобної Анастасії Київської (2018, 2020)
- Почесна грамота Головного управління Державної служби з надзвичайних ситуацій України у Харківській області (2020)[10]
- Орден княгині Ольги ІІ ступеня (2022)[11]